# Les Thilliers-en-Vexin
Thilliers-en-Vexin – miejscowość i gmina we Francji, w regionie Normandia, w departamencie Eure.
Według danych na rok 1990 gminę zamieszkiwały 403 osoby, a gęstość zaludnienia wynosiła 257 osób/km² (wśród 1421 gmin Górnej Normandii Thilliers-en-Vexin plasuje się na 529. miejscu pod względem liczby ludności, natomiast pod względem powierzchni na miejscu 894.).